# مصطفی کنیفاتی
مصطفی کُنِیفاتی (به عربی: مصطفى كنيفاتي) یکی از مقامات امنیتی دولت انتقالی سوریه است. او یکی از مقاماتی است که نقش مهمی در درگیری‌های جاری در غرب سوریه ایفا می‌کند.